# ژول بیس
ژول بیس (انگلیسی: Jules Bass؛ زادهٔ ۱۶ سپتامبر ۱۹۳۵ - درگذشتهٔ ۲۵ اکتبر ۲۰۲۲) کارگردان، تهیه‌کننده، آهنگساز و نویسنده اهل ایالات متحده آمریکا بود.